# Championnats d'Ouzbékistan de cyclisme sur route
Les championnats d'Ouzbékistan de cyclisme sur route sont organisés tous les ans.

## Podiums des championnats masculins

### Course en ligne
| Année | Vainqueur           | Deuxième             | Troisième            |
| ----- | ------------------- | -------------------- | -------------------- |
| 1998  | Sergey Arkov        |                      |                      |
| 1999  | Uglugbek Salamov    | Damir Iratov         | Sergey Arkov         |
| 2000  | Uglugbek Salamov    | Kahramon Maminov     | Alexandre Schmidt    |
| 2001  | Yuriy Plyukhin      | Artem Shlindov       | Kahramon Maminov     |
| 2003  | Sergey Krushevskiy  | Sergueï Lagoutine    | Yuriy Plyukhin       |
| 2004  | Rafael Nuritdinov   | Sergueï Lagoutine    | Aleksander Lagutin   |
| 2005  | Sergueï Lagoutine   | Ruslan Karimov       | Konstantin Kalinin   |
| 2006  | Sergueï Lagoutine   | Yusup Abrekov        | Vladimir Tuychiev    |
| 2007  | Ruslan Karimov      | Muradjan Halmuratov  | Vladimir Tuychiev    |
| 2008  | Sergueï Lagoutine   | Yriy Ivoljatov       | Vladimir Tuychiev    |
| 2009  | Sergueï Lagoutine   | Vladimir Tuychiev    | Yusup Abrekov        |
| 2010  | Sergueï Lagoutine   | Ruslan Karimov       | Yusup Abrekov        |
| 2011  | Sergueï Lagoutine   | Ruslan Karimov       | Vadim Shaekov        |
| 2012  | Sergueï Lagoutine   | Konstantin Volik     | Vadim Shaekov        |
| 2013  | Muradjan Halmuratov | Yusup Abrekov        | Abdullojon Akparov   |
| 2014  | Ruslan Karimov      | Vadim Shaekov        | Yusup Abrekov        |
| 2015  | Ruslan Karimov      | Abdullojon Akparov   | Yusup Abrekov        |
| 2016  | Sergey Medvedev     | Muradjan Halmuratov  | Nikita Abramov       |
| 2017  | Ruslan Karimov      | Muradjan Halmuratov  | Andrey Izmaylov      |
| 2018  | Akramjon Sunnatov   | Dilmurdjon Siddikov  | Ruslan Karimov       |
| 2019  | Muradjan Halmuratov | Dilmurdjon Siddikov  | Sergey Medvedev      |
| 2020  | Muradjan Halmuratov | Nikita Stenkovoy     | Behzodbek Rakhimbaev |
| 2021  | Danil Evdokimov     | Behzodbek Rakhimbaev | Akramjon Sunnatov    |
| 2022  | Akramjon Sunnatov   | Behzodbek Rakhimbaev | Ulugbek Saidov       |
| 2023  | Dmitriy Bocharov    | Edem Eminov          | Danil Evdokimov      |
| 2024  | Dmitriy Bocharov    | Sanjarbek Ergashev   | Nikita Tsvetkov      |
| 2025  | Diyor Takhirov      | Avazbek Kamolov      | Samandar Janikulov   |

Multi-titrés
- 7 : Sergueï Lagoutine

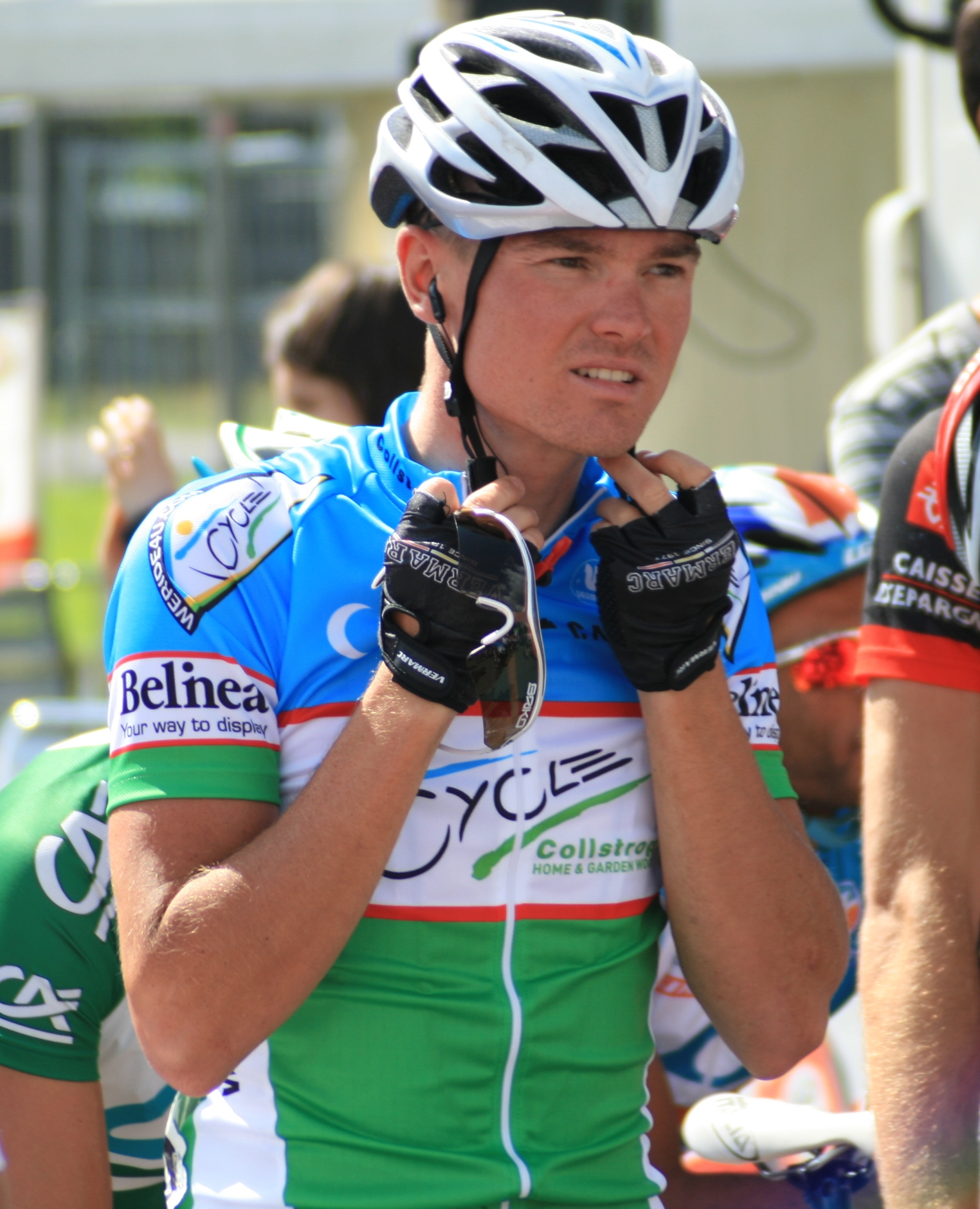
Sergueï Lagoutine, vêtu du maillot de champion d'Ouzbékistan en 2008

- 3 : Ruslan Karimov, Muradjan Halmuratov
- 2 : Dmitriy Bocharov, Uglugbek Salamov

### Contre-la-montre
| Année | Vainqueur           | Deuxième            | Troisième            |
| ----- | ------------------- | ------------------- | -------------------- |
| 1998  | Enver Setmemetov    |                     |                      |
| 1999  | Damir Iratov        | Enver Setmemetov    | Sergey Arkov         |
| 2000  | Uglugbek Salamov    | Damir Iratov        | Enver Setmemetov     |
| 2001  | Artem Shlindov      | Kahramon Maminov    | Sergey Bakin         |
| 2002  | Sergey Krushevskiy  | Damir Iratov        | Artem Shlindov       |
| 2003  | Sergey Krushevskiy  | Sergueï Lagoutine   | Artem Shlindov       |
| 2004  | Sergueï Lagoutine   | Rafael Nuritdinov   | Vladimir Tuychiev    |
| 2005  | Sergueï Lagoutine   | Vladimir Tuychiev   | Nicolay Kazakbaev    |
| 2006  | Nicolay Kazakbaev   | Sergueï Lagoutine   | Konstantin Kalinin   |
| 2007  | Vladimir Tuychiev   | Nikolai Kazakbaev   | Muradjan Halmuratov  |
| 2008  | Vladimir Tuychiev   | Sergueï Lagoutine   | Muradjan Halmuratov  |
| 2009  | Vladimir Tuychiev   | Muradjan Halmuratov | Konstantin Kalinin   |
| 2010  | Ruslan Karimov      | Muradjan Halmuratov | Konstantin Kalinin   |
| 2011  | Muradjan Halmuratov | Vadim Shaekov       | Vladimir Tuychiev    |
| 2012  | Muradjan Halmuratov | Konstantin Volik    | Vadim Shaekov        |
| 2013  | Muradjan Halmuratov | Vladimir Tuychiev   | Abdullojon Akparov   |
| 2014  | Muradjan Halmuratov | Vladimir Tuychiev   | Gleb Gorbachev       |
| 2015  | Muradjan Halmuratov | Gleb Gorbachev      | Timur Gumerov        |
| 2016  | Muradjan Halmuratov | Andrey Izmaylov     | Vladimir Tuychiev    |
| 2017  | Muradjan Halmuratov | Dilmurdjon Siddikov | Andrey Izmaylov      |
| 2018  | Muradjan Halmuratov | Dilmurdjon Siddikov | Iskandarbek Shodiev  |
| 2019  | Muradjan Halmuratov | Dilmurdjon Siddikov | Sergey Medvedev      |
| 2020  | Muradjan Halmuratov | Dilmurdjon Siddikov | Danil Evdokimov      |
| 2021  | Muradjan Halmuratov | Aleksey Fomovskiy   | Behzodbek Rakhimbaev |
| 2022  | Aleksey Fomovskiy   | Dmitriy Bocharov    | Behzodbek Rakhimbaev |
| 2023  | Aleksey Fomovskiy   | Muradjan Halmuratov | Dmitriy Bocharov     |
| 2024  | Nikita Tsvetkov     | Dmitriy Bocharov    | Farrukh Bobosherov   |
| 2025  | Nikita Tsvetkov     | Dmitriy Bocharov    | Muradjan Halmuratov  |

Multi-titrés
- 11 : Muradjan Halmuratov
- 3 : Vladimir Tuychiev
- 2 : Nikita Tsvetkov, Sergueï Lagoutine, Aleksey Fomovskiy, Sergey Krushevskiy

### Course en ligne espoirs
| Année | Vainqueur         | Deuxième             | Troisième          |
| ----- | ----------------- | -------------------- | ------------------ |
| 2015  | Akramjon Sunnatov | Sergey Medvedev      | Jakhongir Darmonov |
| 2023  | Dmitriy Bocharov  | Behzodbek Rakhimbaev | Edem Eminov        |
| 2024  | Dmitriy Bocharov  | Behzodbek Rakhimbaev | Farrukh Bobosherov |
| 2025  | Nikita Tsvetkov   | Vladislav Troman     | Behzod Bahodirov   |

### Contre-la-montre espoirs
| Année | Vainqueur           | Deuxième             | Troisième              |
| ----- | ------------------- | -------------------- | ---------------------- |
| 2013  | Gleb Gorbachev      | Khusniddin Khakimov  | Ruslan Fedorov         |
| 2014  | Denis Shaymanov     | Khusniddin Khakimov  | Artur Khalilov         |
| 2015  | Akramjon Sunnatov   | Vladislav Galyanov   | Roman Shukurov         |
| 2017  | Dilmurdjon Siddikov | Andrey Izmaylov      | Roman Shukurov         |
| 2023  | Dmitriy Bocharov    | Behzodbek Rakhimbaev | Sanjarbek Ergashev     |
| 2024  | Farrukh Bobosherov  | Behzodbek Rakhimbaev | Dmitriy Bocharov       |
| 2025  | Nikita Tsvetkov     | Farrukh Bobosherov   | Davirjan Abdurakhmanov |

### Course en ligne juniors
| Année | Vainqueur              | Deuxième             | Troisième            |
| ----- | ---------------------- | -------------------- | -------------------- |
| 2019  | Nikita Stenkovoy       | Makhmudjon Sharipov  | Damir Zabirov        |
| 2020  | Behzodbek Rakhimbaev   | Dmitriy Sirko        | Dmitriy Bocharov     |
| 2021  | Diyor Takhirov         | Sergey Gorelikov     | Tuychiev Abdulkhamid |
| 2022  | Vladislav Troman       | Abdulkhamid Tuychiev | Sanjarbek Ergashev   |
| 2025  | Tiloviddin Mamarajapov | Nursulton Tursunov   | Chingiz Chuliev      |

### Contre-la-montre juniors
| Année | Vainqueur              | Deuxième           | Troisième                 |
| ----- | ---------------------- | ------------------ | ------------------------- |
| 2019  | Damir Zabirov          | Nikita Stenkovoy   | Dmitriy Sirko             |
| 2020  | Behzodbek Rakhimbaev   | Dmitriy Bocharov   | Kamronmirzo Mirzarakhimov |
| 2021  | Samandar Sultanov      | Davlatyor Zaribov  | Tuychiev Abdulkhamid      |
| 2022  | Davirjan Abdurakhmanov | Sanjarbek Ergashev | Farrukh Bobosherov        |
| 2025  | Muhriddin Saparov      | Vitaliy Burlakov   | Artur Streltsov           |

## Podiums des championnats féminins

### Course en ligne
| Année | Vainqueur           | Deuxième          | Troisième           |
| ----- | ------------------- | ----------------- | ------------------- |
| 2013  | Olga Drobysheva     | Alla Bezuglova    | Svetlana Isaeva     |
| 2014  | Olga Drobysheva     | Alexandra Okhvat  |                     |
| 2017  | Olga Jantuganova    | Renata Baymetova  | Ekaterina Knebeleva |
| 2018  | Ekaterina Knebeleva | Diana Adelshinova | Renata Baymetova    |
| 2019  | Olga Zabelinskaya   | Renata Baymetova  | Ekaterina Knebeleva |
| 2020  | Yanina Kuskova      | Anna Kulikova     | Renata Baymetova    |
| 2021  | Yanina Kuskova      | Nafosat Kozieva   | Abdullaeva Shaknoza |

### Contre-la-montre
| Année | Vainqueur         | Deuxième            | Troisième           |
| ----- | ----------------- | ------------------- | ------------------- |
| 2013  | Olga Drobysheva   | Ekaterina Knebeleva | Alla Bezuglova      |
| 2014  | Olga Drobysheva   | Alexandra Okhvat    |                     |
| 2017  | Renata Baymetova  | Ekaterina Knebeleva | Olga Jantuganova    |
| 2018  | Renata Baymetova  | Ekaterina Knebeleva | Diana Adelshinova   |
| 2019  | Olga Zabelinskaya | Renata Baymetova    | Ekaterina Knebeleva |
| 2020  | Yanina Kuskova    | Renata Baymetova    | Ekaterina Knebeleva |
| 2021  | Yanina Kuskova    | Anna Kulikova       | Evgeniya Golotina   |

### Course en ligne juniors
| Année | Vainqueur         | Deuxième            | Troisième        |
| ----- | ----------------- | ------------------- | ---------------- |
| 2020  | Alina Shmigaryova | Margarita Misyurina | Madina Kakhorova |
| 2021  | Sofiya Karimova   | Margarita Misyurina | Anna Kuskova     |

[

### Contre-la-montre juniors
| Année | Vainqueur           | Deuxième          | Troisième           |
| ----- | ------------------- | ----------------- | ------------------- |
| 2019  | Yanina Kuskova      | Anna Kulikova     | Evgeniya Golotina   |
| 2020  | Margarita Misyurina | Evgeniya Golotina | Alina Shmigaryova   |
| 2021  | Asal Riraeva        | Anna Kuskova      | Margarita Misyurina |